# ユ・ソンヘ
ユ・ソンヘ（朝鮮語: 유선혜、ウズベク語: Yu Sunn He, 英語: Sun Hye Yu, 1984年6月20日 - ）は、韓国出身の女性、ウズベキスタンのアイスダンス選手。パートナーはラミル・サルクロフ。
2008年世界フィギュアスケート選手権、2008年四大陸フィギュアスケート選手権ウズベキスタン代表。

## 経歴
1984年ソウル生まれ。1990年にスケートを始め、スケート及び勉学のため1996年に渡米する。
2007-08年シーズン、ウズベキスタン所属のラミル・サルクロフとカップルを結成、ウズベキスタン代表として世界フィギュアスケート選手権他の国際競技会に出場した。

## 主な戦績
| 大会/年          | 2007-08 |
| ---------------- | ------- |
| 世界選手権       | 29      |
| 四大陸選手権     | 12      |
| ゴールデンスピン | 16      |

### 詳細
| 2007-2008 シーズン |                                            |          |          |          |           |
| 開催日             | 大会名                                     | CD       | OD       | FD       | 結果      |
| 2008年3月17日-23日 | 世界フィギュアスケート選手権（ヨーテボリ） | 26 21.85 | 30 35.08 | -        | 29        |
| 2008年2月11日-17日 | 四大陸フィギュアスケート選手権（高陽）     | 10 22.46 | 13 33.78 | 13 53.32 | 12 109.56 |
| 2007年11月8日-11日 | ゴールデンスピン（ザグレブ）               | 15 19.88 | 16 27.58 | 15 47.37 | 16 94.83  |